# Enzo Gentile
Enzo Romeo Gentile (Buenos Aires, Argentina , 14 de diciembre de 1928 – ibíd. 7 de abril de 1991) fue un matemático argentino.

## Biografía
En 1958 obtuvo el título de doctor en matemática por la Universidad de Cuyo, con una tesis sobre Anillos inyectivos, continuó su perfeccionamiento en las universidades de Princeton y Rutgers, de Estados Unidos. Desarrolló una extensa carrera de investigador y docente en numerosas Universidades de Argentina y de otros países. Fue Profesor visitante de las universidades de Utrecht (Países Bajos), Ratisbona y Dortmund (Alemania), Berkeley y Northwestern (Estados Unidos), Palermo y Milán (Italia), Aarhus (Dinamarca) y Santiago de Chile.
En 1963 fue nombrado profesor asociado de la Universidad de Buenos Aires, en el área de Álgebra.
Colaboró en la realización del primer Seminario Nacional de Matemáticas, celebrado en 1970 en Córdoba.
Su producción bibliográfica fue muy extensa; sus trabajos de investigación se han publicado en las actas de la Sociedad Estadounidense de Matemática (AMS), American Mathematical Monthly, Journal of Algebra, Mathematische Zeitschrift.
Una publicación muy conocida es Estructuras algebraicas I publicada por la OEA en 1967, luego se edita corregida, en 2º edición en 1963. Editora Eva Chesneau.

## Reconocimientos y premios
- Premio Konex - Diploma al Mérito como uno de los 5 mejores matemáticos de la argentina (1983)
- Designado miembro de la Academia Nacional de Ciencias Exactas, Físicas y Naturales (1987)